# Gypsy Rose Blanchard
 (avril 2024).
La mise en forme du texte ne suit pas les recommandations de Wikipédia : il faut le « wikifier ».
Les points d'amélioration suivants sont les cas les plus fréquents. Le détail des points à revoir est peut-être précisé sur la page de discussion.
- Les titres sont pré-formatés par le logiciel. Ils ne sont ni en capitales, ni en gras.
- Le texte ne doit pas être écrit en capitales (les noms de famille non plus), ni en gras, ni en italique, ni en « petit »…
- Le gras n'est utilisé que pour surligner le titre de l'article dans l'introduction, une seule fois.
- L'italique est rarement utilisé : mots en langue étrangère, titres d'œuvres, noms de bateaux, etc.
- Les citations ne sont pas en italique mais en corps de texte normal. Elles sont entourées par des guillemets français : « et ».
- Les listes à puces sont à éviter, des paragraphes rédigés étant largement préférés. Les tableaux sont à réserver à la présentation de données structurées (résultats, etc.).
- Les appels de note de bas de page (petits chiffres en exposant, introduits par l'outil «  Source ») sont à placer entre la fin de phrase et le point final[comme ça].
- Les liens internes (vers d'autres articles de Wikipédia) sont à choisir avec parcimonie. Créez des liens vers des articles approfondissant le sujet. Les termes génériques sans rapport avec le sujet sont à éviter, ainsi que les répétitions de liens vers un même terme.
- Les liens externes sont à placer uniquement dans une section « Liens externes », à la fin de l'article. Ces liens sont à choisir avec parcimonie suivant les règles définies. Si un lien sert de source à l'article, son insertion dans le texte est à faire par les notes de bas de page.
- La présentation des références doit suivre les conventions bibliographiques. Il est recommandé d'utiliser les modèles {{Ouvrage}}, {{Chapitre}}, {{Article}}, {{Lien web}} et/ou {{Bibliographie}}. Le mode d'édition visuel peut mettre en forme automatiquement les références.
- Insérer une infobox (cadre d'informations à droite) n'est pas obligatoire pour parachever la mise en page.

Pour une aide détaillée, merci de consulter Aide:Wikification.
Si vous pensez que ces points ont été résolus, vous pouvez retirer ce bandeau et améliorer la mise en forme d'un autre article.
Gypsy-Rose Alcida Blanchard-Anderson, née le 27 juillet 1991, est une américaine qui a été condamnée pour homicide. Elle est condamnée à dix ans de prison pour le meurtre de sa mère, Dee Dee Blanchard.
Elle obtient la libération conditionnelle en décembre 2023, après huit ans de détention. Compte tenu de son caractère sinistre, son histoire a été très médiatisée. Hulu a réalisé la mini-série, The Act (2019), qui est sortie alors qu'elle est encore incarcérée. Elle a fait l'objet d'interviews dans plusieurs émissions de télévision, et d'autres programmes se sont inspirés de son histoire.

## Biographie

### Jeunesse
Gypsy-Rose Blanchard est née le 27 juillet 1991 de Clauddine "Dee Dee" Blanchard, 24 ans, et de Rod Blanchard, 17 ans.
Dès son plus jeune âge, sa mère fait croire que Gypsy-Rose souffre de différents problèmes de santé. Elle lui a notamment dit qu'elle souffrait de dystrophie musculaire et qu'elle avait besoin d'un déambulateur. Vers l'âge de sept ou huit ans, elle a eu un léger accident de moto avec son grand-père, à la suite duquel elle a eu une légère blessure au genou. Après cet événement, Dee Dee lui a affirmé qu'elle avait besoin d'un fauteuil roulant.

### Déménagement au Missouri
Après le passage de l'ouragan Katrina, la maison des Blanchard est détruite. Les deux femmes doivent vivre dans une maison louée à Aurora, dans le sud-ouest du Missouri. Là-bas, Gypsy-Rose obtient le prix de l'enfant de l'année 2007 par la Fondation Oley, qui défend les droits des personnes qui utilisent des sondes d'alimentation. Néanmoins, Gypsy savait qu'elle n'avait pas besoin de sonde d'alimentation et elle savait qu'elle pouvait marcher. En 2008, Habitat for Humanity leur construit une petite maison à l'est de Springfield, avec une rampe pour fauteuils roulants et un bain à remous dans le cadre d'un projet de grande envergure. L'histoire de cette mère célibataire et de sa fille gravement handicapée obligées de fuir l'ouragan Katrina a fortement attiré l'attention des médias locaux, et la communauté s'est souvent mobilisée pour aider la femme qui se faisait désormais appeler Clauddinnea Blancharde.
La plupart des personnes ayant rencontré Gypsy-Rose sont fascinées par elle. Sa petite taille (1m50), sa bouche édentée, ses grandes lunettes et sa voix enfantine pouvaient faire croire qu'elle avait tous les problèmes de santé que sa mère prétendait. Dee Dee rase régulièrement la tête de Gypsy-Rose pour imiter l'apparence glabre d'une patiente en chimiothérapie, prétextant que ses médicaments finiraient par faire tomber ses cheveux, et qu'il était donc préférable de les raser à l'avance. Gypsy-Rose porte donc souvent des perruques ou des chapeaux pour couvrir sa calvitie. Lorsqu'elles quittent la maison, Dee Dee emporte souvent avec elles un réservoir d'oxygène et une sonde d'alimentation. Gypsy-Rose doit prendre le supplément nutritionnel liquide pour enfants PediaSure jusqu'à 20 ans au moins.
Dee Dee a recours à la violence physique pour contrôler sa fille et lui tient toujours la main en présence d'autrui. Lorsque Gypsy-Rose essaye de faire comprendre qu'elle n'est pas  malade ou qu'elle n'a pas de déficience intellectuelle, sa mère lui serre violemment la main. Quand les deux femmes sont seules, Dee Dee la frappe à main nue ou avec un cintre.

### Indépendance
Il semble que Dee Dee ait falsifié une copie de l'acte de naissance de Gypsy-Rose à une reprise au moins, pour fixer sa date de naissance en 1995 et prouver qu'elle est encore adolescente. Gypsy-Rose déclare plus tard dans une interview qu'elle n'avait pas été sûre de son âge pendant 14 ans. Dee Dee a parfois affirmé que l'acte de naissance original avait été détruit lors du passage de l'ouragan Katrina. Dee Dee a conservé une autre copie avec la véritable date de naissance de Gypsy. Gypsy se souvient l'avoir vue lors d'une de leurs visites à l'hôpital, mais Dee Dee lui avait garanti qu'il s'agissait une erreur d'impression.
Gypsy-Rose assiste à des congrès de science-fiction et de fantasy depuis 2001. Elle s'y rend parfois déguisée car elle pouvait facilement s'intégrer au sein de ces communautés inclusives. En 2011, lors d'un événement, elle fait une tentative d'évasion qui prend fin lorsque sa mère la trouve dans une chambre d'hôtel avec un homme qu'elle avait rencontré en ligne. Une fois de plus, Dee Dee a fabriqué des documents indiquant une fausse date de naissance et a menacé d'appeler la police. Gypsy-Rose affirme que Dee Dee a ensuite cassé son ordinateur avec un marteau et a menacé de faire la même chose avec ses doigts si elle venait à s'enfuir de nouveau. Gypsy affirme qu'elle a été enchaînée et menottée à son lit pendant deux semaines, mais aucune menotte, laisse ou chaîne n'a été retrouvée dans la maison. Plus tard, Dee Dee a dit à Gypsy-Rose qu'elle avait déposé des documents auprès de la police attestant que Gypsy-Rose était mentalement déficiente, afin qu'elle ne puisse pas demander de l'aide à la police.
Vers 2012, Gypsy-Rose, qui continue d'utiliser Internet et son téléphone, a rencontré Nicholas Godejohn, un homme qui avait à peu près son âge et qui était originaire de Big Bend au Wisconsin. Gypsy dit qu'elle l'a rencontré sur un site de rencontre dédié aux célibataires chrétiens. Godejohn a un casier judiciaire pour outrage à la pudeur et des antécédents de maladie mentale, tel qu'un trouble dissociatif de l'identité. Il est également atteint de troubles du spectre autistique.
En 2014, Gypsy-Rose confie à sa voisine de 23 ans, Aleah Woodmansee (qui se considérait comme sa « grande sœur » étant donné qu'elle ne connaissait pas l'âge de Gypsy-Rose), qu'elle et Godejohn avaient parlé de fuguer et avaient même déjà choisi les prénoms de leurs futurs enfants. Gypsy-Rose, qui posséde cinq comptes Facebook différents, flirtait avec Godejohn en ligne. Leurs échanges utilisaient parfois des éléments BDSM, qui, selon elle, intéressait davantage Godejohn. Aleah Woodmansee a essayé de la dissuader, car elle pensait que Gypsy-Rose était trop jeune et qu'elle était peut-être à la merci d'un prédateur sexuel. Elle disait des projets de Gypsy-Rose qu'ils n'étaient que "des fantasmes et des rêves qui n'auraient jamais lieu". Malgré les efforts de Dee Dee pour l'empêcher d'utiliser Internet, allant jusqu'à détruire le téléphone et l'ordinateur portable de sa fille, Gypsy-Rose est restée en contact avec Woodmansee, qui a enregistré les captures d'écran de leurs messages jusqu'en 2014.
L'année suivante, Gypsy-Rose a organisé et payé le voyage de Godejohn à Springfield. Elle avait prévu de faire rencontrer Godejohn à sa mère de manière fortuite dans une salle de cinéma, puis de nouer une relation basée sur cette rencontre. Godejohn dit que lorsqu'ils se sont rencontrés en personne, Gypsy-Rose l'a conduit aux toilettes et les deux amants ont eu des relations sexuelles. Ils ont continué à interagir sur Internet et ont commencé à élaborer un plan pour tuer Dee Dee.

### Meurtre de Dee Dee Blanchard
Nicholas Godejohn est retourné à Springfield le 10 juin 2015, alors que Gypsy-Rose et sa mère s'étaient absentées pour un rendez-vous médical. Après que les deux femmes sont rentrées chez elles et ce sont fait les ongles, quand Dee Dee s’est endormie, il s'est rendu à la maison des Blanchard. Gypsy-Rose l'a laissé entrer et lui aurait donné du ruban adhésif, des gants et un couteau, pour pouvoir assassiner Dee Dee.
Gypsy s'est alors cachée dans la salle de bain et s'est bouchée les oreilles pour ne pas entendre sa mère crier. Godejohn a poignardé Dee Dee dans le dos à 17 reprises pendant son sommeil. Par la suite, les deux amants ont eu des relations sexuelles dans la chambre de Gypsy-Rose et ont volé plus de 4 400 $ en espèces que Dee Dee gardait à la maison. Cet argent provenait principalement de chèques de pension alimentaire pour enfants. Ils ont ensuite fui vers un motel en dehors de Springfield, et y sont restés quelques jours pour planifier leur prochain déplacement. Pendant cette période, ils ont été aperçus par des caméras de surveillance dans plusieurs magasins. Gypsy-Rose a déclaré qu'à ce moment précis, elle pensait être tirée d'affaire.
Ils ont renvoyé l'arme du crime par la poste au domicile de Godejohn dans le Wisconsin pour éviter d'être retrouvés, puis ont pris un bus pour se rendre chez lui. Plusieurs témoins ayant vu le couple se rendre à la gare Greyhound ont remarqué que Gypsy portait une perruque blonde et marchait sans fauteuil.

### Enquête et arrestation
Après avoir vu les statuts Facebook publiés sur le compte de Dee Dee, les amis de la famille Blanchard ont commencé à suspecter quelque chose. Les appels téléphoniques étant restés sans réponse, plusieurs amis et voisins se sont rendus au domicile des Blanchard. Leur entourage savait que les deux femmes partaient souvent en rendez-vous médical sans prévenir. Mais lorsqu'ils ont vu que la voiture de Dee Dee était toujours dans l'allée, cette hypothèse a été écartée. Il était difficile de voir l'intérieur de la maison à cause d'un film protecteur qui était posé sur les fenêtres. Comme personne ne répondait à la porte, leur entourage a décidé d'appeler le 9-1-1. Lorsque les policiers sont arrivés, ils ont dû attendre la délivrance d'un mandat de perquisition pour pouvoir entrer, mais ils ont autorisé l'un des voisins de Dee Dee à passer par une fenêtre. Celui-ci a rapporté que l'intérieur de la maison était pratiquement resté tel quel et que les fauteuils roulants de Gypsy-Rose étaient toujours présents.
Une fois le mandat délivré, la police a pu entrer dans la maison et a trouvé le corps de Dee Dee. Les voisins se sont inquiétés, car Gypsy avait besoin de son fauteuil roulant, de ses médicaments et de ses équipements, notamment les réservoirs d'oxygène et la sonde d'alimentation. Des amis ont créé un compte GoFundMe pour payer les frais funéraires de Dee Dee et éventuellement ceux de Gypsy-Rose.
Aleah Woodmansee, qui faisait partie des personnes présentes au domicile des Blanchard, a déclaré à la police ce qu'elle savait sur Gypsy-Rose et son petit ami. Elle leur a montré les documents imprimés qu'elle avait enregistrés, sur lesquels figurait le nom de l'homme en question. Avec ces informations, la police a demandé à Facebook de retracer l'adresse IP à partir de laquelle les publications sur le compte de Dee Dee avaient été réalisées. L'adresse a été localisée dans le Wisconsin, et les services de police du comté de Waukesha ont perquisitionné la maison des Godejohn à Big Bend le lendemain. Godejohn et Gypsy-Rose se sont rendus et ont été placés en détention pour meurtre et action criminelle armée.
Les habitants de Springfield ont été soulagées d'apprendre que Gypsy-Rose était en sécurité. Peu après, elle et Godejohn ont été rapidement extradés et détenus sous caution à hauteur d'un million de dollars. En annonçant la nouvelle, le shérif du comté de Greene, Jim Arnott, a déclaré que « les apparences sont parfois trompeuses ». Les médias de Springfield ont rapidement partagé la vérité sur la vie des Blanchard : Gypsy-Rose n'avait jamais été malade et pouvait marcher, mais sa mère avait fait croire le contraire en utilisant la violence physique pour la contrôler. Jim Arnott a demandé aux gens de ne pas donner d'argent à la famille jusqu'à ce que l'étendue de la supercherie ne soit connue.
Gypsy-Rose a plaidé coupable pour homicide et a été condamnée à dix ans de prison. Nicholas Godejohn a été reconnu coupable d'assassinat et condamné à la prison à vie, avec 25 années supplémentaires pour action criminelle armée.

### Prison
En prison, elle s'est fiancée à un certain Ken, qu'elle a rencontré dans le cadre d'un programme de correspondance. Ils ont par la suite mis fin à leur relation. En juillet 2022, elle a épousé Ryan Anderson, professeur, lors d'une cérémonie sans invités.

### Après la prison
Gypsy-Rose Blanchard a obtenu la libération conditionnelle le 28 décembre 2023, après avoir purgé huit ans de sa peine sur les dix ans prévus. Elle a annoncé la sortie son livre électronique, Released: Conversations on The Eve of Freedom, pour janvier 2024. Après sa libération, Gypsy-Rose a donné des interviews à différents médias et programmes télévisés. Lors de sa première interview télévisée le 5 janvier, elle s'est entretenue avec Good Morning America et CNN,. Le même jour, elle est apparue dans un épisode de The View, dans lequel elle a parlé de sa sortie de prison et de ses projets pour l'avenir,. Elle est également apparue dans le podcast de l'acteur américain Nick Viall « The Viall Files » avec son mari le 8 janvier 2024.
Gypsy-Rose Blanchard a supprimé ses comptes sur les réseaux sociaux en mars 2024. Elle annonce par la suite qu'elle s'est séparée de Ryan Anderson.
Gypsy Rose Blanchard, 33 ans, en couple avec son compagnon Ken Urker, a annoncé qu’elle avait donné naissance à leur premier enfant, une petite fille se nommant Aurora, 1 an pile après sa sortie de prison, le 28 décembre 2024. 

## Dans la culture populaire
Il y a eu de nombreuses représentations de Gypsy-Rose et Dee Dee Blanchard au cinéma et à la télévision. HBO a sorti le documentaire Mommy Dead and Dearest, en 2017. Il comprenait des interviews exclusives de Gypsy-Rose Blanchard et Nicholas Godejohn,. Créé le 21 novembre 2017, l'épisode du talk-show Dr. Phil de la chaîne CBS "Mother Knows Best: A Story of Munchausen by Proxy and Murder" présentait des entretiens avec Gypsy Rose, son père et sa belle-mère,.
En 2019, Hulu a publié une mini-série en huit parties, intitulée The Act. Joey King a interprété Gypsy-Rose et Patricia Arquette a interprété Dee Dee. La drag queen BOA a interprété Gypsy-Rose pour le Snatch Game lors de la saison 1 de Canada's Drag Race. Le 5 janvier 2024, la chaîne de télévision Lifetime a publié une série documentaire en six parties intitulée The Prison Confessions of Gypsy Rose Blanchard.